# A Year and a Half in the Life of Metallica
 (février 2016).
Si vous disposez d'ouvrages ou d'articles de référence ou si vous connaissez des sites web de qualité traitant du thème abordé ici, merci de compléter l'article en donnant les références utiles à sa vérifiabilité et en les liant à la section « Notes et références ».
Pour plus de détails, voir Fiche technique et Distribution.
A Year and a Half in the Life of Metallica est un documentaire en deux parties à propos de la réalisation de l'album Metallica (aussi connu sous le nom de Black Album), et de la tournée consécutive. Il fut produit par Juliana Roberts et réalisé par Adam Dubin.
A Year and a Half in the Life of Metallica fut édité dans un coffret double VHS. Les deux parties sont maintenant disponibles sur DVD.

## Première partie
Cette vidéo de 90 minutes montre comment Metallica et leur producteur Bob Rock travaillèrent lors de l'élaboration de l'album Metallica. Elle suit les 9 mois de la réalisation de l'album.
Cette vidéo contient également trois des clips de musique tournés pour cet album :
- Enter Sandman
- The Unforgiven
- Nothing Else Matters

## Seconde partie
La seconde partie est un documentaire qui suit Metallica lors des 14 mois du  Wherever We May Roam Tour, durant lequel ils jouèrent au concert The Freddie Mercury Tribute, parmi d'autres.
Cette partie du documentaire contient également deux vidéo-clips :
- Wherever I May Roam
- Sad but True

## Fiche technique
- Réalisation : Adam Dubin
- Musique : Metallica
- Producteur : Juliana Roberts et Jack Gulick
- Photographie : Vincent Giordano et Vincent E. Toto
- Montage : Sean Fullan
- Distribution : Elektra Entertainment
- Langue : Anglais
- Date de sortie : 
  -  États-Unis : 12 août 1992